# Dichotomocladium robustum
Dichotomocladium robustum är en svampart som beskrevs av Benny & R.K. Benj. 1975. Dichotomocladium robustum ingår i släktet Dichotomocladium och familjen Syncephalastraceae.   Inga underarter finns listade i Catalogue of Life.